# Otras dimensiones en el Mundodisco
El Mundodisco es un mundo imaginario que sirve de escenario a la saga homónima de novelas escrita por Terry Pratchett. Este se encuentra en el borde de un espectro de realidades, y como tal interseca con algunas otras dimensiones y tierras fantásticas. Invasiones e intersecciones con otras dimensiones componen un tema importante en muchas de las novelas.

## El Dominio de la Muerte
El Dominio de la Muerte es el hogar de uno de los personajes principales de la Serie, La Muerte. Este está delineado en los ideales que tiene La Muerte acerca de la humanidad, ideas formándose desde el principio del tiempo. También este es el título de uno de los libros "Mapas" de Mundodisco, dibujado por Paul Kidby, con material adicional de Pratchett y de Stephen Briggs.
Al entrar en estos dominios, lo primero que se nota es que todo está en escala de grises. Las excepciones a esto son, las montañas púrpuras en el horizonte, los campos de trigo dorado que están ahí desde los hechos de El Segador, y el filo de las dos armas que usa para la recolección de almas (su trabajo), la Guadaña y la Espada.
Pocas personas vivientes han entrado en el dominio, pero entre las notables excepciones, están Albert, Ysabell, Mort, Susan Sto Helit, Rincewind, Dosflores y el Equipaje. Aquí también están incluidos los gatos, que estando entre las criaturas que pueden percibirlo, y le gusta la compañía que estos le ofrecen; y las abejas, otra de las criaturas que lo perciben, y así como los gatos, por su mente colmena no le tiene miedo a la presencia de La Muerte.
Debido a su inhabilidad para crear cosas, todo en la casa es copiado, aunque con algunos toques que deben estar de acuerdo con el campo mórfico de La Muerte, este definido por las creencias de todas las personas en el disco. En el centro del sitio, se encuentra la casa. En la puerta de esta, hay un llamador de puerta en forma de Omega. Dentro de esta, uno se encuentra con un espacio infinito, y este puede recorrerse en una hora como en un segundo. Los lugares de interés dentro de esta son: La Biblioteca de Vidas en la cual hay un libro por cada persona que vivió o vive, y en el caso de estas, si se abre y se lee en la última página escrita, se puede ver que es lo que está haciendo esa persona, porque se va escribiendo en el libro todas las acciones y pensamientos de la persona; La sala de Relojes, en los que se encuentran los relojes de arena de todas las personas vivientes, y hay una sala más pequeña para las criaturas de leyenda, como los dioses y las criaturas mágicas (como El Hada de los Dientes, El Hombre de Arena, El Pato del Pastel del Alma o Papá Puerco); El Cuarto de Baño de Susan, que a diferencia de todo lo demás en la casa (que fue hecho por Muerte), este fue fabricado por C.H. Excusado e Hijo (calle Mollymog, Ankh-Morpork); La Cocina, en donde Albert es la presencia permanente, siempre friendo toda la comida, y fumando incansablemente.
Afuera de la casa, a un costado del dominio se encuentra la Fuente de Almas, por donde todas las almas pasan a la vida-después-de-la-muerte.
Fuera de la casa, hay un Huerto (donde se encuentran las abejas), un frente con enanos (esqueléticos) de jardín, un estanque con peces, y un laberinto vegetal, el cual La Muerte, al no poder perderse y las paredes no significar ningún impedimento para cruzar, no le ve mucho sentido, pero en sus esfuerzos para entender a la humanidad, él lo ha creado.
En Tiempos interesantes, La Muerte dice que vive en universo parásito, aunque su dominio parece alimentarse de las creencias de las personas, a diferencia de la tierra de las Hadas.

## Dimensiones Mazmorra
Las Dimensiones Mazmorra es un universo paralelo habitado por seres primigenios similares a los Mitos de Cthulhu. Estas se muestran como un desierto infinito fuera del Espacio-tiempo.
Los seres residentes en esta zona viven una existencia aburrida dentro de su propio universo y no tienen un entendimiento del mundo como nosotros. Simplemente quieren habitar mundos en los que puedan tener luz y forma. Por esto, tratan de encontrar cualquier fractura (e instigando algunas) en el universo del disco para poder pasar a él. Una analogía presentada por los magos es que estas criaturas buscan el calor de la realidad, y en caso de que lograran pasar a la realidad del disco, estos primigenios serían como un océano tratando de calentarse al fuego de una vela. Algunos de ellos pueden sobrevivir en este mundo bajo situaciones especiales, convirtiéndose en algo parecido a los demonios (aunque no tan atractivos), pero para esto requieren de un campo mórfico (y de gente que crea en él), sino mueren rápidamente. Tal es el caso de Bel-Shamharoth, quien tiene un templo, algunos adoradores y hasta la Asociación Juvenil de Adoradores-Reformados-del-Dios-Supurante-Bel-Shamharoth (una resonancia mórfica de la YMCA), que le permiten tener el campo mórfico necesario para sobrevivir en el disco.
Están celosos de todas las cosas vivientes, y lo más parecido que se puede extrapolar de sus emociones alienígenas es un odio hacia todas las criaturas 'reales'. Siempre rondan en las partes de su universo que chocan con concentraciones altas de magia, porque son los lugares donde es más fácil cruzar. Las mentes con capacidad para la magia son como faros brillantes en un mar de oscuridad. El número ocho parece atraer a muchos, por lo que es la razón por la que los magos evitan nombrarlo.

## Espacio-B
El Espacio-B (L-space en inglés), es una abreviación de Espacio-Biblioteca, y es la máxima expresión del concepto de Pratchett, en el cual dice que la palabra escrita tiene poderosas propiedades mágicas, y que en grandes cantidades, los libros tienden a curvar el Espacio-tiempo. Es un corolario del Aforismo El Conocimiento es Poder:
{\displaystyle Libros=Conocimiento=Poder={\frac {Masa\times Distancia^{2}}{Tiempo}}}
Los libros distorsionan el espacio y el tiempo. Uno de los motivos de que los propietarios de esas tiendas de segunda mano, que se mencionan más adelante, parezcan un poco de otro mundo, es que muchos de ellos lo son: llegando al disco tras perderse en sus propias librerías.
Alternativamente, se puede decir que el Espacio-B se manifiesta en el mundo, en esas oscuras y escondidas bibliotecas, en donde las leyes de la física insisten en que no puede ser tan grande por dentro cuando parece tan chiquita por fuera, de esas que parecen diseñadas por Maurits Cornelis Escher en un día malo y tienen más escaleras que estanterías, con esas hileras de baldas que conducen a puertecillas diminutas, obviamente demasiado pequeñas para que pase un ser humano, donde uno da vueltas y vueltas dentro, cada vez más alejado de ojos humanos. En el pueblo galés de Hay-on-Wye', conocido por tener mas librerías por kilómetro cuadrado que en cualquier lugar del mundo (todas muy especializadas), sería un punto de acceso en este mundo (Mundobola).
Dado que el Espacio-B conecta todas las bibliotecas, es posible llegar a una de estas a través del espacio, tiempo y multiverso. Esto significa que se puede encontrar cualquier tipo de libro escrito alguna vez (como La biblioteca de Babel), así como cualquier libro que pudiera ser escrito. Como esta, es una forma de viaje interdimensional a través del tiempo, hay reglas estrictas que limitan su uso, y los Bibliotecarios del Espacio-Tiempo han desarrollado tres simples reglas para evitar el abuso al mínimo:
1. Silencio
2. Devolver el libro en la fecha indicada.
3. No interferir con la naturaleza de la causalidad.

En ¡Guardias! ¿Guardias?, el Bibliotecario se mueve a través del Espacio-B para descubrir quien había robado un libro de invocación de dragones nobles, encontrándose a él mismo dormido sobre el escritorio mientras roban dicho libro. Otro viaje del Bibliotecario por el Espacio-B fue realizado en Dioses menores para salvar unos cuantos libros del incendio de la biblioteca de Efebia.

## Universo Parásito
Un Universo Parásito (un juego de palabras de Universo Paralelo y parásito) es un universo en el que mezcla el pasado y el futuro, tal como en las leyendas de las tierras de las hadas en donde el tiempo no corre de la manera habitual (ni lineal), y una criatura nativa de dicho universo cuando esta en el disco, siente una sensación parecida a caer constantemente hacia adelante, lo que generalmente lo vuelve loco en corto tiempo. Por lo que, lo mismo que en las leyendas, alguien salido de este mundo (o en este caso, del disco) que entra en el reino de las hadas, puede pasar varios años en este, sintiendo que esta solo unos pocos meses en el. En los bordes entre los dos mundos, como los bailarines de piedra de Lores y Damas, muestran demoras en el paso del tiempo, y un atardecer desde dentro del círculo puede pasar muy lento (o muy rápido) que desde fuera del círculo.
El principal Universo Parásito del disco, es la Tierra de las Hadas, que es el dominio de la Reina de las Hadas y su cohorte. El paso de la horda de hadas al disco, es novelizado en Lores y Damas y The Wee Free Men. En ambas es descrita de manera similar, un lugar muy placentero, en época veraniega cuando la reina se encuentra complacida, o un desierto helado tal como si el infierno se hubiera congelado, cuando la reina está furiosa (como cuando el Rey de las Hadas parte). Aunque da la impresión de ser un mundo caótico, sin la influencia de la Reina.
Es el hogar de muchas de las criaturas del reino de las hadas, como los elfos, unicornos o la Burra Dientes Verdes. Los Nac Mac Feegle solían habitar ahí, y estos dicen que nada en la Tierra de las Hadas es nativo de ahí, a menos que haya sido hecho por la Reina misma.

## El Desierto Oscuro
El Desierto Oscuro es un universo de transición entre la vida y la vida-después-de-la-muerte en el Mundodisco. Es descrito como un desierto interminable, hecho de brillosa arena negra, bajo un cielo oscuro moteado de estrellas con un brillo frío y distante. Miles y posiblemente millones de personas cruzan el desierto al mismo tiempo, aunque cada persona parece no notar a la otra, y no pueden ver destellos de los otros que transitan el desierto. Es muy importante no dormir en él.
Inicialmente, el Desierto Oscuro era el destino final de la fe Omniana, pero parece haberse convertido en el pasaje por defecto de las almas con algún tema sin resolver, sea Omniano o no.
Ha sido mencionado en los siguientes libros:
- Dioses Menores - La historia se centra en la fe Omniana, así que los muertos terminan aquí.
- Tiempos Interesantes - El Sr Saveloy llega a él luego de morir.
- La Verdad - El Sr Tulipán y el Sr Alfiler vienen aquí al morir.
- A Hat Full of Sky - Tiffany Aching entra en él, para mostrarle a la colmena cómo morir.
- Going Postal - El golem Anghammarad, al morir, se queda en él.

## Mundobola
Mundobola es un término del Mundodisco para mencionar al mismo tiempo a la Tierra y al universo "real". Desde el punto de vista del Mundodisco, este existe en una esfera de vidrio ubicada en la Universidad Invisible, donde es custodiada por Rincewind. Fue creada por Hex para usar un exceso importante de magia, creada luego de que los magos dividieran el Thaumo. Lo más extraño del Mundobola, es que no contiene nada de magia. Por esto, los magos están fascinados, ya que al parecer, este universo tiene sus propias reglas.
Mundobola es el foco de los tres libros de Science of Discworld. Aunque no es referenciado como Mundobola por ese entonces, este hace su primera aparición en El Color de la Magia cuando Rincewind y Dosflores son transportados físicamente a bordo de un avión.

## Tiendas Errantes
También conocidas como Tabernae Vagrantes. Son tiendas misteriosas en donde la gente compra objetos mágicos, y cuando estos vuelven a la tienda porque hay algún problema con el objeto (y siempre lo hay), se encuentra que la tienda ya no está donde debía estar ubicada.
Según lo explicado en La Luz Fantástica, hay tres teorías generales para explicar el fenómeno de las Tiendas Errantes:
- La primera postula que hace miles de años, evolucionó en algún lugar del multiverso una raza cuyo único talento era comprar barato y vender caro. Pronto controlaron un vasto Imperio Galáctico, un Emporio tal como lo llamaban ellos, y los miembros más avanzados de la especie descubrieron la manera de equipar sus tiendas con unidades de propulsión muy especiales que podían romper los negros muros del espacio y abrir inmensos mercados nuevos. Mucho después de que los mundos del Emporio perecieran en el mortífero recalentamiento de su propio universo, tras un último desafío de rebajas de agosto, las tiendas errantes seguían comerciando, abriéndose camino a través de las páginas del espacio-tiempo como un gusano a través de una novela en tres tomos.
- La segunda teoría proclama que son obra de un Hado bueno, encargado de proporcionar la cosa adecuada en el momento justo.
- La tercera es que no son más que una manera de trabajar en domingo.

Y todas estas teorías, a pesar de su diversidad, tienen dos cosas en común: las tres explican los hechos, y las tres son completamente erróneas.
Una de estas tiendas aparece en La Luz Fantástica, bajo el nombre de Habiller; Wang, Yrxle!yt, Paloviejo; Cwmlad y Patel; Varias Sucursales; PROVEEDORES. El propietario de esta, explica que se encuentra operando bajo la maldición de un mago de la Universidad Invisible, ya que al no poder encontrar cierto objeto para el este puso sobre la tienda.
Otra, especializada en instrumentos musicales, es encontrada por el grupo de Música Con Rocas Adentro en Soul Music, y de ahí sacan los instrumentos para realizar su música.